# Nápolyi hercegek listája
A nápolyi herceg a Bizánci Birodalom egyik utolsó itáliai tartományának a Nápolyi Hercegségnek (Ducatus Neapolitanus) katonai vezetője volt. Az első herceget (dux vagy magister militium), Bazileuszt, II. Kónsztasz bizánci császár nevezte ki 661-ben. Ekkortól kezdődik a többé-kevésbé független hercegek uralkodása, amely a normannok inváziójáig tartott. Az utolsó herceg, VII. Sergius, 1137-ben adta fel Nápolyt II. Roger szicíliai királynak.

## Bizánc által kinevezett hercegek
- 661 – 666 Bazileusz
- 666 – 670 I. Teofilaktosz
- 673 – 677 I. András
- 677 – 684 I. Caesarius
- 684 – 687 I. István
- 687 – 696 Bonellus
- 696 – 706 Theodosziosz
- 706 – 711 II. Caesarius
- 711 – 719 I. János
- 719 – 729 I. Teodorik
- 729 – 739 György
- 739 – 755 I. Gergely
- 755 – 766 II. István
- 767 – 794 II. Gergely
- 794 – 801 II. Teofilaktosz
- 801 – c. 818 Anthimus
- c. 818 – 821 Teoktiszt
- 821 II. Teodorik
- 821 – 832 III. István
- 832 – 834 Bonus
- 834 Leó
- 834 – 840 II. András
- 840 Contardus

## Örökletes hercegek
I. Sergiust a város lakossága választotta meg, aki a hercegi címet örökletessé tette. A Nápolyi Hercegség így ténylegesen függetlenné vált a Bizánci Birodalomtól.
- 840 – 864 I. Sergius
- 864 – 870 III. György
- 870 – 877 II. Sergius
- 877 – 898 Athanasziusz
- 898 – 915 IV. György
- 915 – 919 II. János
- 919 – 928 I. Marinus
- 928 – 968 III. János
- 968 – 992 II. Marinus
- 992 – 999 III. Sergius
- 999 – 1002 IV. János
- 1002 – 1036 IV. Sergius
  - 1027 – 1030 IV. Pandulf capuai herceg uralkodása
- 1036 – 1042 V. János
- 1042 – 1082 V. Sergius
- 1082 – 1097 VI. Sergius
- 1097 – 1120 VI. János
- 1120 – 1137 VII. Sergius

Hauteville Alfonzot, Capua hercegét választották a nápolyiak herceggé. Ezután a hercegség normann fennhatóság alá került.

## Fordítás
- Ez a szócikk részben vagy egészben  a   Duchi di Napoli című olasz Wikipédia-szócikk ezen változatának fordításán alapul.  Az eredeti cikk szerkesztőit annak laptörténete sorolja fel. Ez a jelzés csupán a megfogalmazás eredetét és a szerzői jogokat jelzi, nem szolgál a cikkben szereplő információk forrásmegjelöléseként.